# Armadillo carmelensis
Armadillo carmelensis is een pissebed uit de familie Armadillidae. De wetenschappelijke naam van de soort is voor het eerst geldig gepubliceerd in 1996 door Schmalfuss.